# Obelisco della Minerva

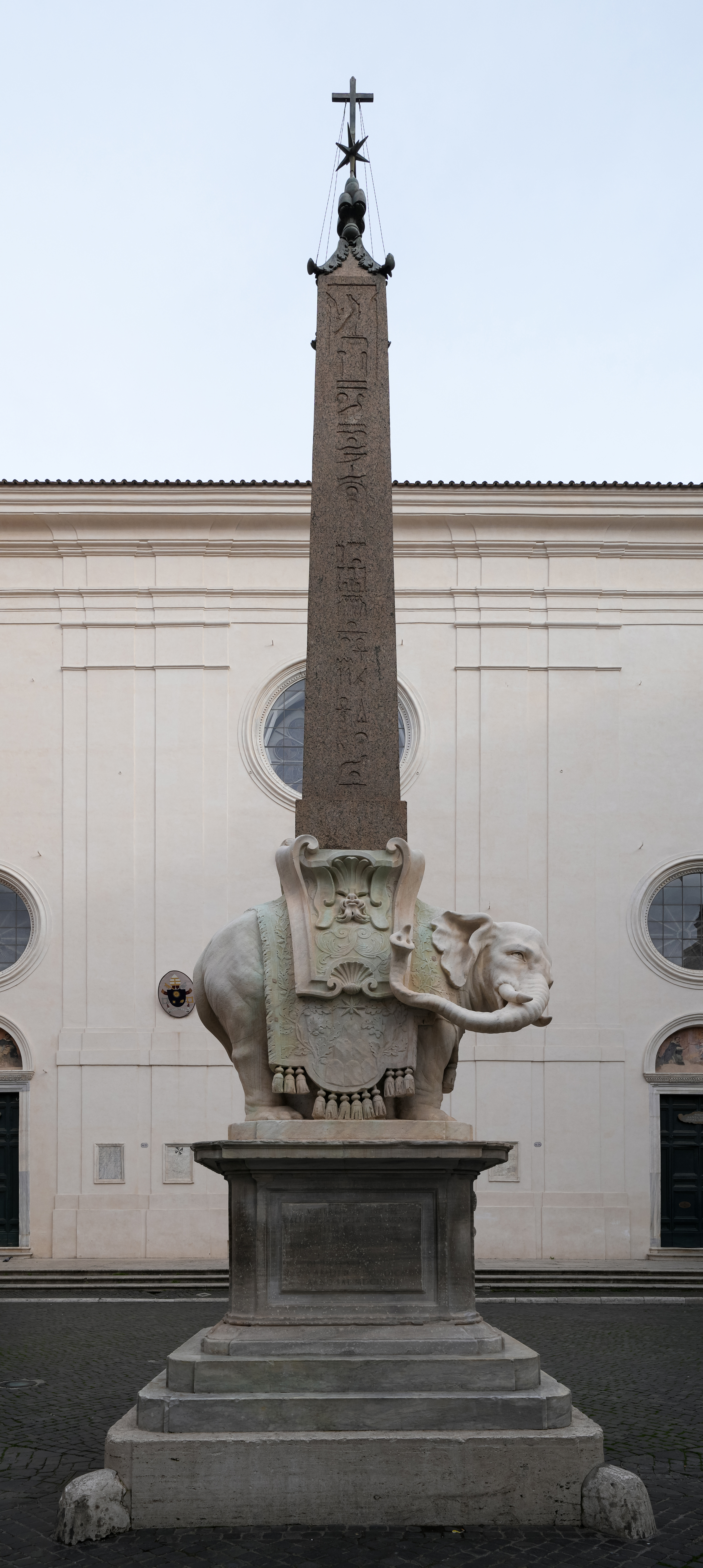
L'obelisco della Minerva con l'elefante berniniano

L'obelisco della Minerva è uno dei nove obelischi di Roma, collocato in piazza della Minerva (di fronte alla basilica di Santa Maria sopra Minerva).
L'obelisco è posizionato sulla groppa di un elefante marmoreo, scolpito da Ercole Ferrata su disegno di Gian Lorenzo Bernini nel 1667; l'intero complesso monumentale è popolarmente noto anche come il Pulcin della Minerva: "pulcino" nel romanesco dell'epoca stava per "porcino", riferito all'elefante "per le dimensioni ridotte e le forme rotonde".

## Origine e iconografia

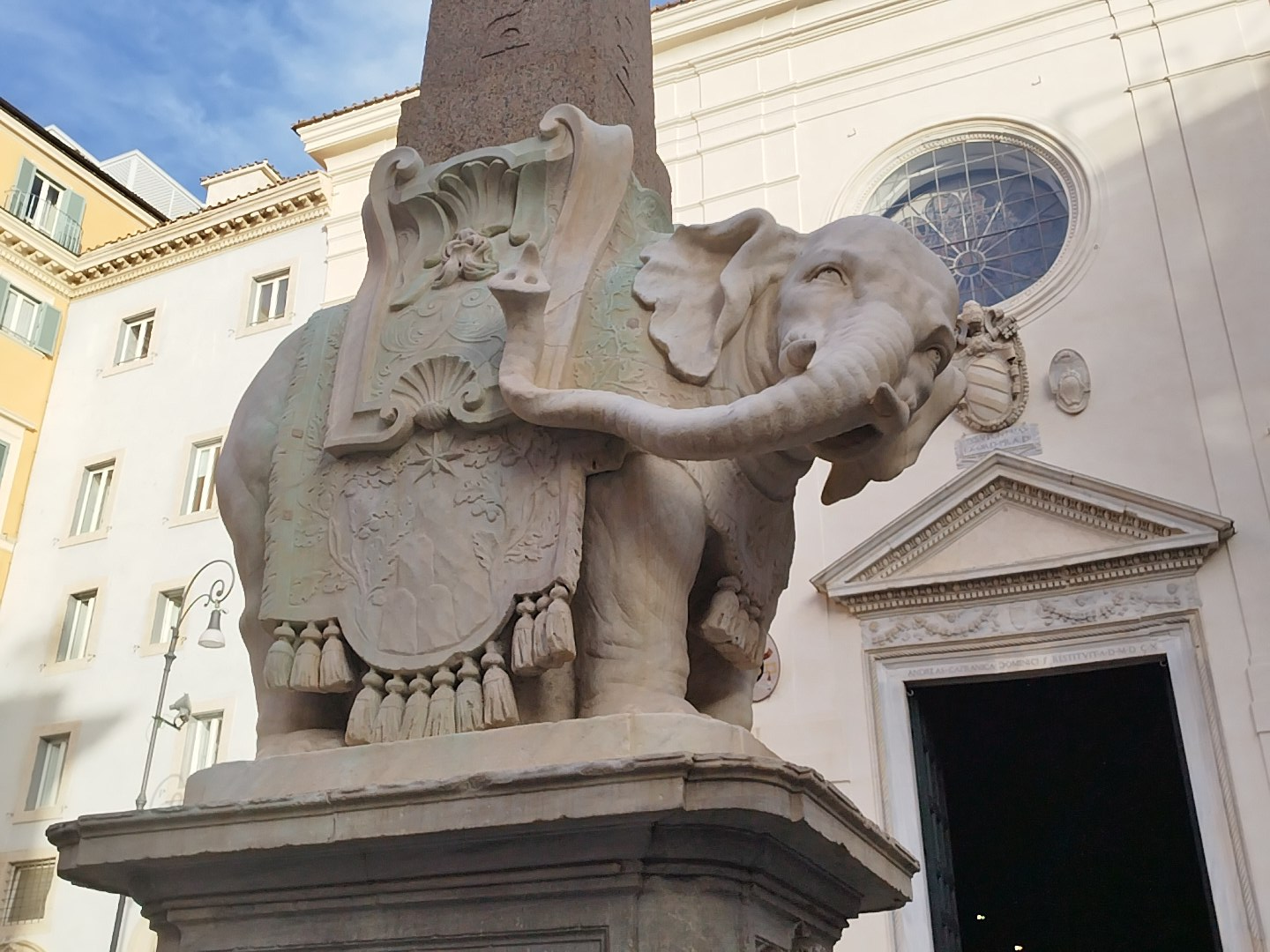
L'elefantino visto da vicino

L'obelisco egizio, risalente al IV secolo a.C., ha un'altezza di circa 5,50 metri e la sua cima raggiunge l'altezza da terra di 12,70 metri.
In origine era ubicato nella città egiziana di Eliopoli. Come altre opere di questa località, ad esempio gli obelischi oggi del Pantheon, del Monumento ai caduti di Dogali e di Boboli a Firenze, sotto Domiziano fu trasportato a Roma per decorare il Tempio di Iside al Campo Marzio (Iseo Campense).
La sua sistemazione nella piazza fu progettata da Gian Lorenzo Bernini, che lo allestì sul dorso di un elefante di marmo. L'iscrizione sul basamento recita, tra l'altro:
(Iscrizione sul basamento)

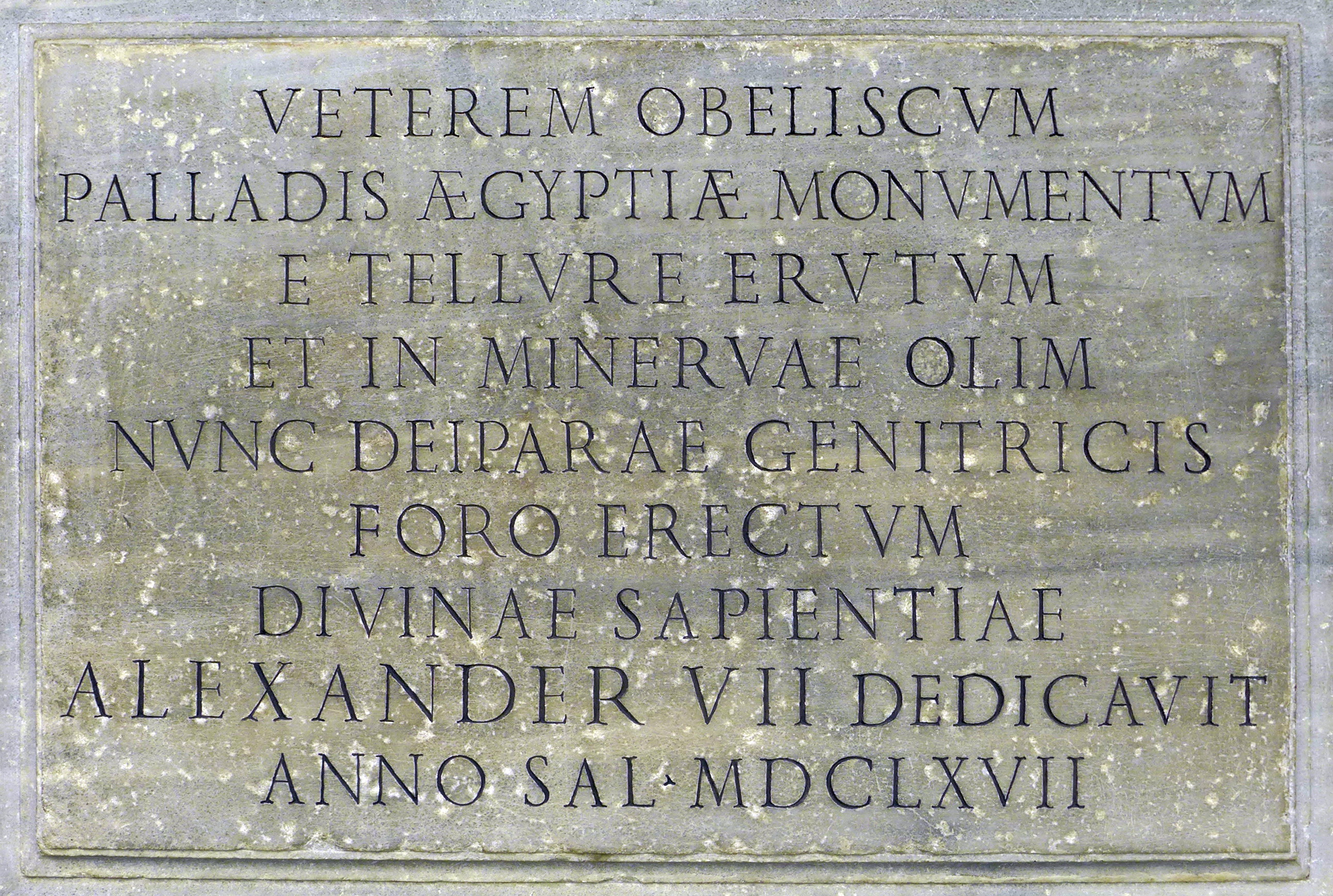
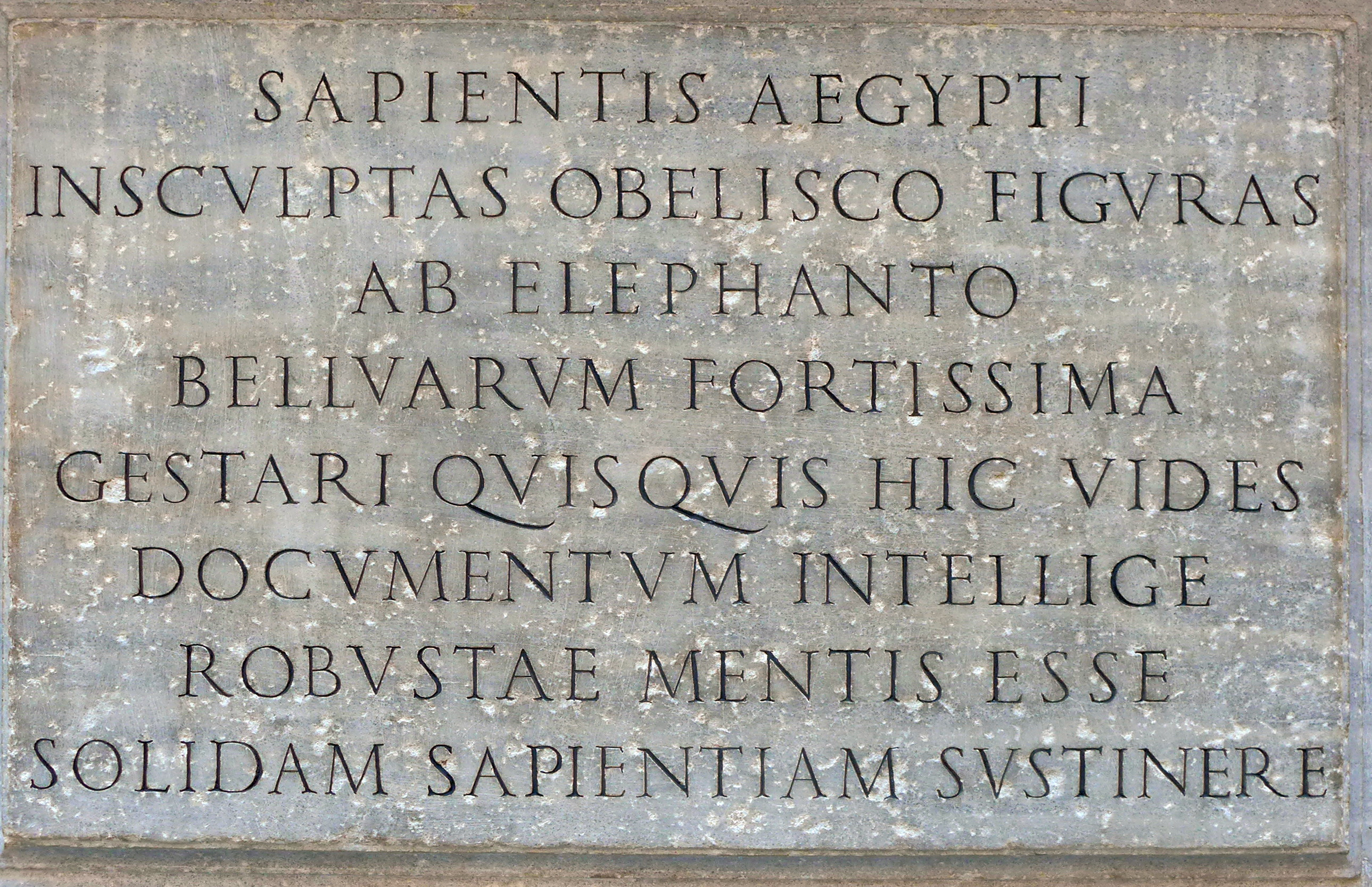

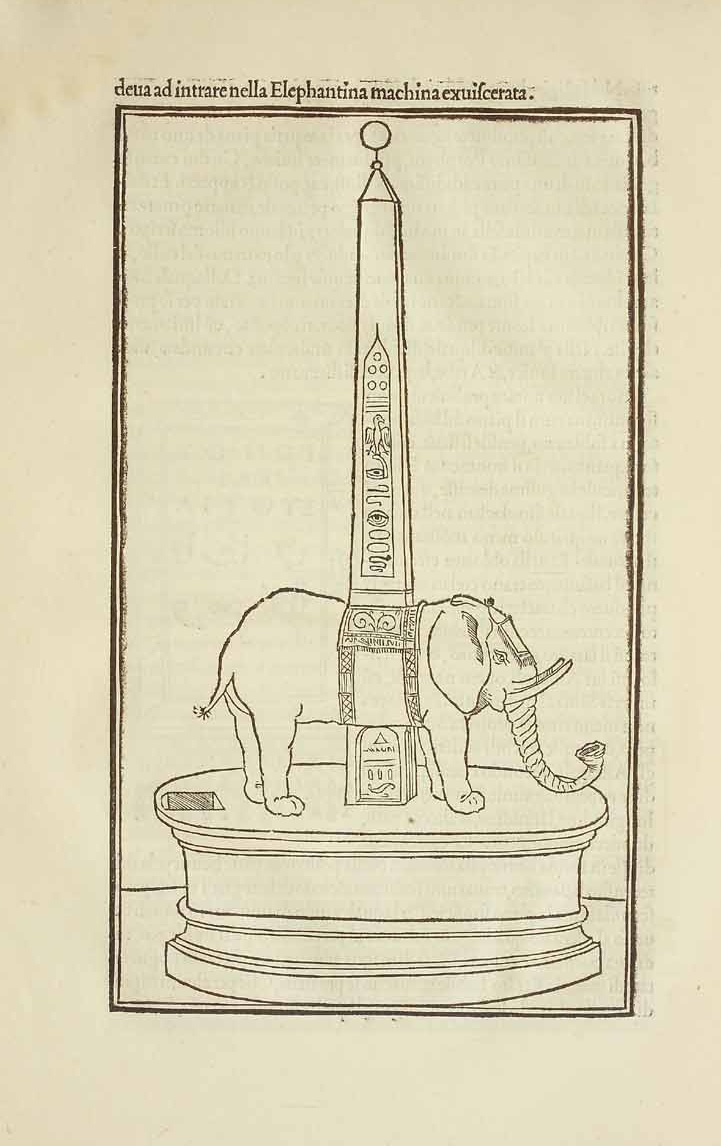
Illustrazione dallHypnerotomachia Poliphili (1499)

Il modello fu offerto da un elefantino portato in omaggio all'Urbe da Cristina di Svezia convertitasi al cattolicesimo, ma segue un'iconografia mutuata dall'Hypnerotomachia Poliphili di Francesco Colonna (1499)..
Il simbolo dell'elefante va considerato come glorificazione di papa Alessandro VII. In un poemetto contemporaneo infatti si legge: "L'obelisco egiziano, simbolo del sole, è portato dall'elefante al settimo Alessandro come un dono. Non è saggio l'animale? La Saggezza ha dato al mondo solamente te, o Alessandro, perciò tu hai i doni del Sole".

## Nella cultura di massa
La tenuta statica del progetto di un elefante stiloforo fu contestata dai domenicani del vicino convento (dove l'obelisco era stato trovato) con l'argomento secondo cui "nessun peso a piombo deve avere sotto di sé il vuoto, perché non sarebbe solido né durevole"; Bernini - che 16 anni prima aveva già realizzato la Fontana dei Quattro Fiumi di Piazza Navona con un obelisco sistemato su una roccia vuota - avrebbe reagito a questa ingerenza con una beffa, secondo un distico che circolò per Roma.
Infatti Quinto Settano - pseudonimo di monsignor Sergardi - scrisse il celebre epigramma: Vertit terga Elephas, versaque proboscide clamat: Kiriaci fratres hic ego vos habeo (ovvero: "L'elefante volge le terga e grida con la proboscide rivolta all'indietro: frati domenicani, qui mi state"). La sua spiegazione sarebbe riferita proprio al modo con cui il Bernini architettò la statua, "forse con il consenso di Alessandro VII: disegnò l'elefantino, eseguito nel 1667 da un suo allievo, Ercole Ferrata, in modo che voltasse le terga al convento degli ottusi frati, mentre la proboscide ne sottolineava la posizione irriverente e la coda, spostata sulla sinistra, ne accentuava l'intenzione offensiva".

## Diffusione dell'immagine nell'arte
Già in precedenza, un bozzetto a matita rossa era stato disegnato da Giulio Romano, su incarico di Raffaello Sanzio, sulla figura dell'elefante Annone.
La sistemazione berniniana dell'obelisco fu replicata nel XVIII secolo da Giovanni Battista Vaccarini in piazza Duomo a Catania con una statua preesistente. Il risultato fu la fontana dell'Elefante.
Salvador Dalí vi si ispirò, dopo il suo soggiorno romano, per una serie di dipinti quali Tentazione di Sant'Antonio, Sogno causato dal volo di un'ape intorno a una melagrana un attimo prima del risveglio e Gli elefanti.
L'obelisco è presente nel logo della casa editrice Edizioni dell'Elefante.